# Saint-Philbert-du-Peuple
Pour les articles homonymes, voir Saint-Philbert.
Saint-Philbert-du-Peuple est une commune française située dans le département de Maine-et-Loire, en région Pays de la Loire.

## Géographie

### Localisation
Commune angevine du Baugeois, Saint-Philbert-du-Peuple se situe au nord-est de Longué-Jumelles, sur les routes D 129, Blou, et D 53, Longué-Jumelles / Vernantes.

### Climat
Pour des articles plus généraux, voir Climat des Pays de la Loire et Climat de Maine-et-Loire.
En 2010, le climat de la commune est de type climat océanique dégradé des plaines du Centre et du Nord, selon une étude du CNRS s'appuyant sur une série de données couvrant la période 1971-2000. En 2020, Météo-France publie une typologie des climats de la France métropolitaine dans laquelle la commune est exposée à un climat océanique et est dans la région climatique Moyenne vallée de la Loire, caractérisée par une bonne insolation (1 850 h/an) et un été peu pluvieux.
Pour la période 1971-2000, la température annuelle moyenne est de 11,8 °C, avec une amplitude thermique annuelle de 14,8 °C. Le cumul annuel moyen de précipitations est de 630 mm, avec 11,3 jours de précipitations en janvier et 6 jours en juillet. Pour la période 1991-2020, la température moyenne annuelle observée sur la station météorologique de Météo-France la plus proche, « Fontaine-Guerin », sur la commune des Bois d'Anjou à 15 km à vol d'oiseau, est de 12,7 °C et le cumul annuel moyen de précipitations est de 666,2 mm,. Pour l'avenir, les paramètres climatiques de la commune estimés pour 2050 selon différents scénarios d'émission de gaz à effet de serre sont consultables sur un site dédié publié par Météo-France en novembre 2022.

## Urbanisme

### Typologie
Au 1er janvier 2024, Saint-Philbert-du-Peuple est catégorisée commune rurale à habitat dispersé, selon la nouvelle grille communale de densité à sept niveaux définie par l'Insee en 2022.
Elle appartient à l'unité urbaine de Longué-Jumelles, une agglomération intra-départementale regroupant deux  communes, dont elle est une commune de la banlieue,,. Par ailleurs la commune fait partie de l'aire d'attraction de Saumur, dont elle est une commune de la couronne,. Cette aire, qui regroupe 31 communes, est catégorisée dans les aires de 50 000 à moins de 200 000 habitants,.

### Occupation des sols
L'occupation des sols de la commune, telle qu'elle ressort de la base de données européenne d’occupation biophysique des sols Corine Land Cover (CLC), est marquée par l'importance des territoires agricoles (75,5 % en 2018), une proportion sensiblement équivalente à celle de 1990 (75,4 %). La répartition détaillée en 2018 est la suivante : 
terres arables (31,1 %), zones agricoles hétérogènes (28,3 %), forêts (17,3 %), prairies (16,2 %), zones urbanisées (5,4 %), milieux à végétation arbustive et/ou herbacée (1,8 %). L'évolution de l’occupation des sols de la commune et de ses infrastructures peut être observée sur les différentes représentations cartographiques du territoire : la carte de Cassini (XVIIIe siècle), la carte d'état-major (1820-1866) et les cartes ou photos aériennes de l'IGN pour la période actuelle (1950 à aujourd'hui).

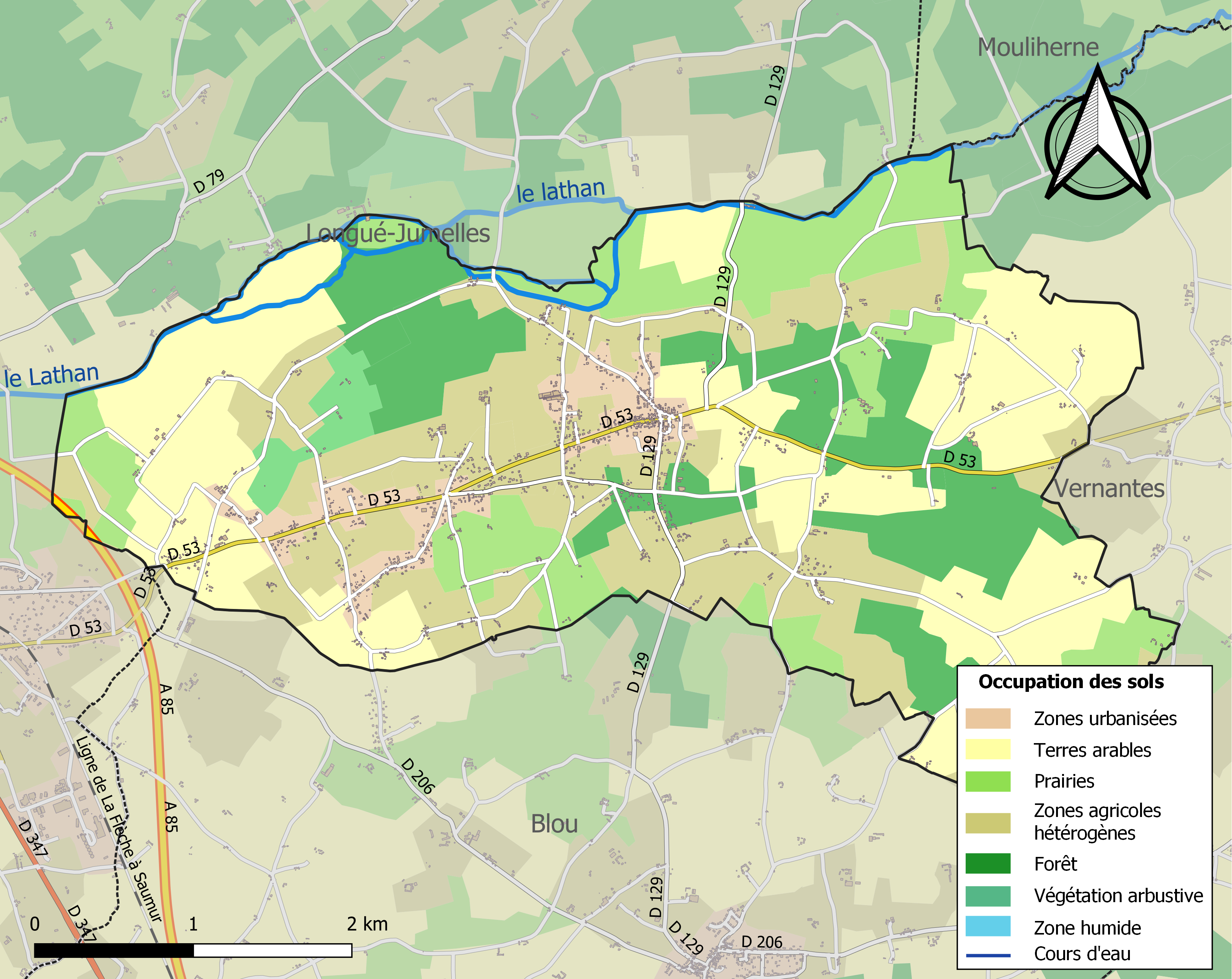
Carte des infrastructures et de l'occupation des sols de la commune en 2018 (CLC).

## Toponymie  et héraldique

### Toponymie
Ecclesai Sancti Philyberti de Poblio en 1279, La Paroise de St-Phillebert-de-Peuple en 1294, St-Philbert-du-Peuple en 1625. Le mot peuple désigne ici le peuplier. L'église de la paroisse a été originellement dédiée au Gascon saint Philibert (ou Philibert), moine et abbé franc du VIIe siècle ayant fondé le monastère de Jumièges en Seine-Maritime,.

### Héraldique
| Blason de Saint-Philbert-du-Peuple | Blason  | D'argent à deux lions léopardés de sable, armés et lampassés de gueules, l'un au-dessus de l'autre. |
| Blason de Saint-Philbert-du-Peuple | Détails | Le statut officiel du blason reste à déterminer.                                                    |

## Histoire
Le village s'établit à une époque incertaine sur une voie allant de Longué à Giseux. Ses premières mentions date du XIIIe siècle (Capellanus de Publo en 1210). Au XVIIIe, Saint-Philbert-du-Peuple dépend de l'archiprêtré de Bourgueil, de l'élection, des aides et du district de Baugé.

## Politique et administration

### Administration municipale
| Période             | Période                   | Identité                     | Étiquette | Qualité                                     |
| ------------------- | ------------------------- | ---------------------------- | --------- | ------------------------------------------- |
| 1791                |                           | François Lechat              |           |                                             |
| 1792                |                           | Mathurin Delalande           |           |                                             |
| an IV               | an V                      | Pierre Texier                |           |                                             |
| 1er messidor an VII |                           | Philippe Gendreau            |           |                                             |
| 10 février 1813     |                           | Jean-Louis-Marie de Lubersac |           | Conseiller général de 1818 à 1824           |
| 22 octobre 1824     |                           | Charles Ducamp               |           |                                             |
| 20 décembre 1827    | (démission)               | André Tessier                |           |                                             |
| 23 janvier 1852     | 2 avril 1853 (décès)      | René Ploquin                 |           |                                             |
| 10 août 1853        |                           | René Lechat                  |           |                                             |
| 1860                |                           | rené Choyer                  |           |                                             |
| 1867                |                           | Germain Blondeau             |           |                                             |
| 1878                |                           | René Lechat                  |           |                                             |
| 1881                |                           | Emmanuel Guérin              |           |                                             |
| 1894                |                           | Henri de Maillé              |           |                                             |
| 1905                |                           | Joseph Tenin                 |           |                                             |
| 1909                |                           | Eugène Launay                |           |                                             |
| 1925                |                           | Gustave Lechat               |           |                                             |
| 1929                |                           | Louis Rouissiasse            |           |                                             |
| 1931                |                           | Louis Jameron                |           |                                             |
| 1958                |                           | Gilbert Méchin               |           |                                             |
| 1965                |                           | Francis Bousselin            |           |                                             |
| 1983                |                           | Georges Ruault               |           |                                             |
| mars 2001           | mars 2014                 | Jean-Claude Nail             |           | Retraité, président de la C.C. Loire-Longué |
| mars 2014           | En cours (au 28 mai 2020) | Christian Ruault,            |           |                                             |

### Intercommunalité
La commune est membre de la communauté d'agglomération Saumur Val de Loire. Elle était précédemment membre de la communauté de communes Loire Longué, elle-même membre du syndicat mixte Pays des Vallées d'Anjou.

### Autres circonscriptions
La commune fait partie du canton de Longué-Jumelles et de l'arrondissement de Saumur.
Jusqu'en 2014, le canton de Longué-Jumelles compte huit communes, dont Saint-Philbert-du-Peuple. Dans le cadre de la réforme territoriale, un nouveau découpage territorial pour le département de Maine-et-Loire est défini par le décret du 26 février 2014. La commune reste rattachée à ce même canton de Longué-Jumelles, avec une entrée en vigueur au renouvellement des assemblées départementales de 2015.

## Population et société

### Démographie

#### Évolution démographique
L'évolution du nombre d'habitants est connue à travers les recensements de la population effectués dans la commune depuis 1793. Pour les communes de moins de 10 000 habitants, une enquête de recensement portant sur toute la population est réalisée tous les cinq ans, les populations de référence des années intermédiaires étant quant à elles estimées par interpolation ou extrapolation. Pour la commune, le premier recensement exhaustif entrant dans le cadre du nouveau dispositif a été réalisé en 2008.

En 2022, la commune comptait 1 319 habitants, en évolution de +1,7 % par rapport à 2016 (Maine-et-Loire : +2,12 %, France hors Mayotte : +2,11 %).
| 1793  | 1800  | 1806  | 1821  | 1831  | 1836  | 1841  | 1846 | 1851 |
| ----- | ----- | ----- | ----- | ----- | ----- | ----- | ---- | ---- |
| 1 051 | 1 042 | 1 011 | 1 074 | 1 038 | 1 021 | 1 006 | 953  | 869  |

| 1856 | 1861 | 1866 | 1872 | 1876 | 1881 | 1886 | 1891 | 1896 |
| ---- | ---- | ---- | ---- | ---- | ---- | ---- | ---- | ---- |
| 920  | 871  | 856  | 880  | 873  | 906  | 912  | 880  | 896  |

| 1901 | 1906 | 1911 | 1921 | 1926 | 1931 | 1936 | 1946 | 1954 |
| ---- | ---- | ---- | ---- | ---- | ---- | ---- | ---- | ---- |
| 863  | 808  | 818  | 728  | 751  | 704  | 707  | 713  | 780  |

| 1962 | 1968 | 1975 | 1982  | 1990  | 1999  | 2006  | 2008  | 2013  |
| ---- | ---- | ---- | ----- | ----- | ----- | ----- | ----- | ----- |
| 787  | 798  | 797  | 1 060 | 1 204 | 1 117 | 1 262 | 1 301 | 1 290 |

| 2018  | 2022  | - | - | - | - | - | - | - |
| ----- | ----- | - | - | - | - | - | - | - |
| 1 320 | 1 319 | - | - | - | - | - | - | - |

#### Pyramide des âges
La population de la commune est relativement jeune.
En 2018, le taux de personnes d'un âge inférieur à 30 ans s'élève à 36,5 %, soit en dessous de la moyenne départementale (37,2 %). À l'inverse, le taux de personnes d'âge supérieur à 60 ans est de 25,7 % la même année, alors qu'il est de 25,6 % au niveau départemental.
En 2018, la commune compte 665 hommes pour 655 femmes, soit un taux de 50,38 % d'hommes, légèrement supérieur au taux départemental (48,63 %).
Les pyramides des âges de la commune et du département s'établissent comme suit.
| Hommes | Classe d’âge | Femmes |
| ------ | ------------ | ------ |
| 0,0    | 90 ou +      | 0,2    |
| 6,2    | 75-89 ans    | 6,6    |
| 20,2   | 60-74 ans    | 18,5   |
| 20,5   | 45-59 ans    | 19,7   |
| 16,5   | 30-44 ans    | 18,8   |
| 14,6   | 15-29 ans    | 15,6   |
| 22,1   | 0-14 ans     | 20,8   |

| Hommes | Classe d’âge | Femmes |
| ------ | ------------ | ------ |
| 0,9    | 90 ou +      | 2,1    |
| 7      | 75-89 ans    | 9,5    |
| 16,2   | 60-74 ans    | 16,9   |
| 19,4   | 45-59 ans    | 18,7   |
| 18,2   | 30-44 ans    | 17,5   |
| 18,8   | 15-29 ans    | 17,6   |
| 19,5   | 0-14 ans     | 17,6   |

### Vie locale
À la fin des années 1990, la commune est dotée d'une salle des fêtes et de réunions, d'une salle de loisirs inaugurée en 1988 et d'une bibliothèque. Elle dispose également à cette époque de plusieurs terrains de football, d'un court de tennis et d'un complexe sportif inauguré en 1991.

## Économie
Sur 79 établissements présents sur la commune à fin 2010, 35 % relèvent du secteur de l'agriculture (pour une moyenne de 17 % sur le département), 9 % du secteur de l'industrie, 13 % du secteur de la construction, 38 % de celui du commerce et des services et 6 % du secteur de l'administration et de la santé. Cinq ans plus tard, en 2015, sur les 78 établissements actifs, 24 % relèvent du secteur de l'agriculture (pour 11 % sur le département), 15 % du secteur de l'industrie, 18 % du secteur de la construction, 36 % de celui du commerce et des services et 6 % du secteur de l'administration et de la santé.

## Culture locale et patrimoine

### Lieux et monuments

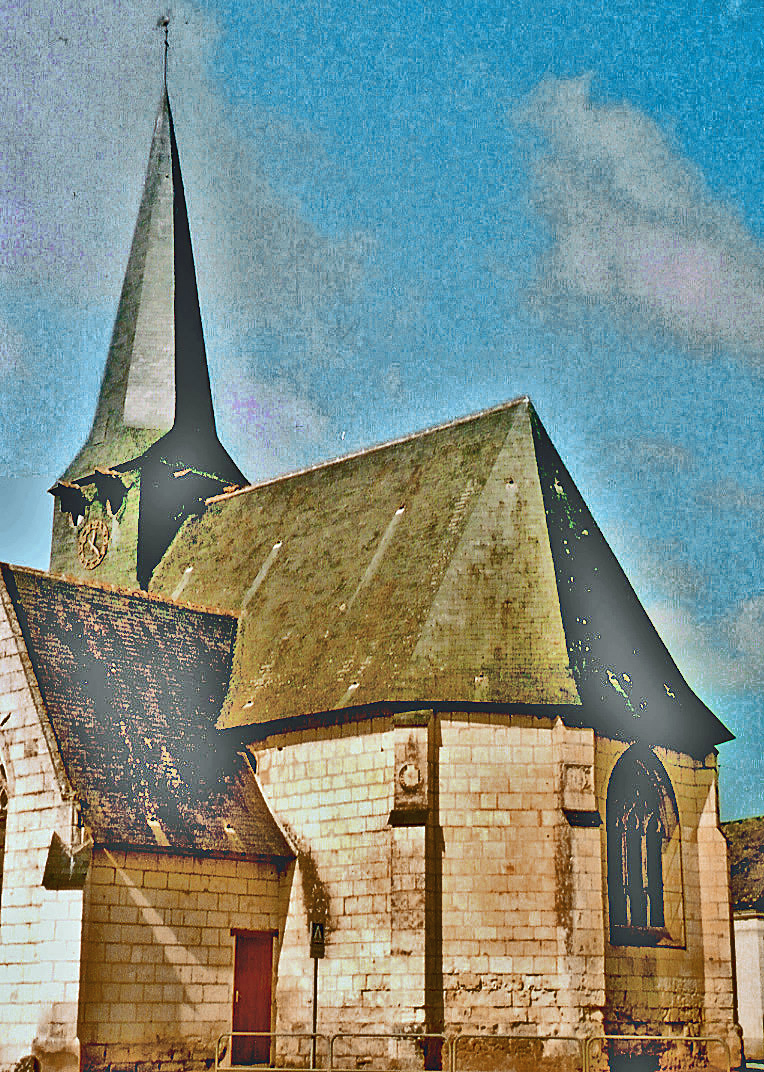
Abside de l'église.

L'église : L'origine de l'église remonte au XIIe siècle. Dédiée à saint Philbert, abbé de Jumièges, elle présente en façade un pignon à redents et un portail roman. La nef comprend quatre travées, refaites en 1867, avec chœur et chapelles latérales de la fin du XVe et début du XVIe.
L'ancien presbytère : Il est acquis par les habitants en 1827 et est restauré en 1843. Il devient, dans le dernier quart du XXe siècle, la propriété d'un particulier.
Petite chapelle du XIXe siècle, de style XIIIe, sur la route de Longué.
Autres lieux : L'étang de la Balastière, ancienne carrière aménagée pour en faire un étang destiné à la pêche et lieu de détente.